# Les Splendeurs naturelles d'Afrique
Les Splendeurs naturelles d'Afrique est une série documentaire en 12 épisodes de 52 minutes, produite par Kifaru Films et diffusée à partir du 19 mai 2001 sur La Cinquième, puis France 5 et rediffusée sur Planète.

## Synopsis
Le continent africain dans toute sa diversité. Visite des plus belles réserves naturelles du continent.

## Épisodes
1. Les grandes curiosités naturelles : la genèse
2. Les grandes curiosités naturelles : l'érosion
3. Les grands parcs naturels : la création
4. Les grands parcs naturels : la gestion
5. Le monde des oiseaux
6. Les petits animaux
7. Les grands mammifères
8. Paysages extrêmes
9. Archipels de rêve
10. Les plus beaux paysages
11. Les géants
12. Mythes et légendes

## Fiche technique
- Auteur : Dominique Robiquet et Jean-Marc Dauphin
- Réalisateur : Jean-Marc Dauphin
- Narrateur : Jacques Frantz
- Année de production : 1998
- Sociétés de production : Kifaru Films, Renn Productions